# Артюшенко Олександра Трохимівна
Олександра Трохимівна Артюше́нко (нар. 29 квітня 1911, Луганськ — пом. 17 січня 1990, Київ) — український радянський біолог-палінолог, доктор біологічних наук з 1971 року. Заслужений діяч науки УРСР з 1981 року.

## Біографія
Народилася 16 (29) квітня 1911 року в місті Луганську (тепер Україна). У 1935 році закінчила Ленінградський університет. У 1936—1938 роках працювала молодшим науковим співробітником Петергофського біологічного науково-дослідного інституту; у 1938—1945 роках — на педагогічній роботі; у 1945—1948 роках — на партійній роботі у Ворошиловграді; потім в Інституті ботаніки АН УРСР: з 1948 року — старший лаборант; від 1950 року — молодший науковий співробітник, старший науковий співробітник.
Померла в Києві 17 січня 1990 року.

## Наукова діяльність
Досліджувала історію розвитку та ритми змін рослинності залежно від фізико-географічних умов різних районів України, історію рослинного покриву в четвертинному періоді. Під керівництвом вченої вперше складено карти палеорослинності трьох етапів голоцену України. Праці:
- Растительность аллереда на территории Русской равнины в связи с общим развитием растительного покрова в позднеледниковье в Восточной и Средней Европе // БЖ АН СССР. 1959. Т. 44, № 6;
- Опорные разрезы антропогена Украины. Ч. 1. Київ, 1967 (у співавторстві);
- Растительность лесостепи и степи Украины в четвертичном периоде. Київ, 1970;
- История растительности Крымских яйл и прияйлинских склонов в голоцене. Київ, 1978 (у співавторстві);
- История растительности Западных областей Украины в четвертичном периоде. Київ, 1982 (у співавторстві);
- Морфология пыльцы реликтовых, эндемичных и редких видов флоры Украины. Київ, 1984 (у співавторстві).